# Wapen van Utrecht (provincie)

Het huidige  wapen van de provincie Utrecht is op 14 april 1858 verleend door de Hoge Raad van Adel.
Het wapen heeft een gevierendeeld schild; op het eerste en vierde kwartier staat een kruis van zilver op keel (rood), op het tweede en derde kwartier staat een leeuw van keel, met azuren (blauw) tong en klauwen, op een achtergrond van goud. Het hartschild bestaat uit twee schuine vlakken van zilver en keel. Het schild is gedekt met een markiezenkroon met vijf fleurons en wordt aan beide zijden vastgehouden door een leeuw van goud.
Het wapen van de provincie Utrecht ontstond geleidelijk. Het is een combinatie van de wapens van het sticht Utrecht (eerste en vierde kwartier), graafschap Holland (tweede en derde kwartier) en als hartschild het wapen van de provinciehoofdstad Utrecht.
Het zilveren kruis op rode achtergrond als wapen voor het Sticht Utrecht komt voor het eerst voor in 1291 op het zegel van bisschop Jan van Sierck. De combinatie met het Hollandse wapen is een gevolg van de pogingen van het hertogdom Bourgondië om het Sticht onder zijn invloed te brengen. In 1528 werd voor de provincie Utrecht een nieuw wapen ontworpen. Aangezien de macht door keizer Karel V als graaf van Holland werd uitgeoefend, wordt het wapen van het Sticht opgenomen als borstschild op de Hollandse leeuw. Dit bleef zo tot 1578, daarna komen er verschillende wapens voor, met als de drie belangrijkste elementen: het Stichtse kruis, de Hollandse leeuw en het Utrechtse stadswapen.

## Gerelateerde wapens

Sticht Utrecht
Graafschap Holland
Stad Utrecht